# Prenez garde à la sainte putain
Pour plus de détails, voir Fiche technique et Distribution.
Prenez garde à la sainte putain (titre original : Warnung vor einer heiligen Nutte) est un film italo-allemand réalisé par Rainer Werner Fassbinder, sorti en 1971.

## Synopsis
Une équipe de cinéma, lors d'un tournage, se trouve en butte à des difficultés de toutes sortes allant du retard du réalisateur, au défaut de matériel, de la jalousie, des conflits multiples.

## Fiche technique
- Scénario : Rainer Werner Fassbinder
- Photographie : Michael Ballhaus
- Montage : Thea Eymèsz et Rainer Werner Fassbinder (sous le nom de Franz Walsch)
- Musique originale : Peer Raben, et morceaux de Leonard Cohen (Master Song, Sisters of Mercy, So Long, Marianne et "Suzanne), Teodoro Cottrau, Gaetano Donizetti et Mike Kellie (I've Got Enough Heartaches)
- Décors : Kurt Raab
- Producteur : Peter Berling
- Pays d'origine :  Allemagne de l'Ouest |  Italie
- Langue : allemand / anglais / français / espagnol
- Format : Couleur
- Durée : 103 min

## Distribution
- Lou Castel : Jeff, le metteur en scène
- Eddie Constantine : lui-même
- Marquard Bohm : Ricky, un acteur
- Hanna Schygulla : Hanna, une actrice
- Rainer Werner Fassbinder : Sascha, directeur de production
- Margarethe von Trotta : la secrétaire de production
- Katrin Schaake : la script
- Hannes Fuchs : David
- Marcella Michelangeli : Margret
- Karl Scheydt : Manfred
- Ulli Lommel : Korbinian, directeur de production
- Kurt Raab : Fred
- Herb Andress : Coach
- Benjamin Lev : Candy, directeur de la production espagnole
- Monika Teuber : Billi, la maquilleuse
- Gianni di Luigi : Le cameraman
- Rudolf Waldemar Brem : Le chef éclairagiste
- Thomas Schieder : Jesus, l'éclairagiste
- Ingrid Caven : Une figurante du film
- Harry Baer : Le mari de la figurante
- Magdalena Montezuma : Irm
- Werner Schroeter : Deiters, le photographe

et avec la participation de Tanja Constantine, Maria Novelli, Enzo Monteduro, Achmed Em Bark, Michael Fengler, Burghard Schlicht, Dick Randall, Peter Berling, Tony Bianchi, Renato dei Laudadio, Gianni Javarone, Peter Gauhe.

## Sélection
- Sélection à la Mostra de Venise 1971[1]